# Jardin botanique de Limbé
Le jardin botanique de Limbé (LBG) est le premier jardin botanique du Cameroun. Il a été créé en 1892, sous l'ère coloniale allemande, à Victoria (ancien nom de Limbé), entre l'océan et le mont Cameroun. D'abord à vocation agronomique, c'est devenu l'une des principales attractions récréatives et touristiques de la Région du Sud-Ouest.

## Histoire
Le jardin est créé en 1892 par une équipe allemande dirigée par Paul Rudolph Preuss. À l'origine, c'est un jardin d'essai, centre d'expérimentation et d'acclimatation d'espèces tropicales utiles, telles que l'hévéa, le café, le cacao, le palmier à huile, le bananier, le teck, la canne à sucre, à destination du Kamerun et d'autres colonies allemandes. À son apogée, il était considéré comme l'un des plus importants jardins botaniques tropicaux du monde.
En 1920, les Britanniques prennent la relève, en collaboration avec les Jardins botaniques royaux de Kew qui prodiguent conseils et formations. Après leur départ en 1932 et jusqu'en 1958, le jardin est administré directement par du personnel camerounais, puis, dans la foulée de l'indépendance, en 1961, il est pris en charge par le Gouvernement.
En 1988, un partenariat conclu avec le Royaume-Uni permet sa rénovation et son développement. À visée agricole au départ, le jardin botanique s'oriente désormais vers la conservation, l'éducation, la science, le tourisme et les loisirs.
Aujourd'hui le jardin, qui couvrait 250 hectares à l'origine, n'en compte plus que 48. Certains bâtiments – le laboratoire, la bibliothèque – ont pendant quelque temps été transformés en hôpital. On y trouve maintenant un hôtel de standing.

Vues stéréoscopiques du jardin en 1904
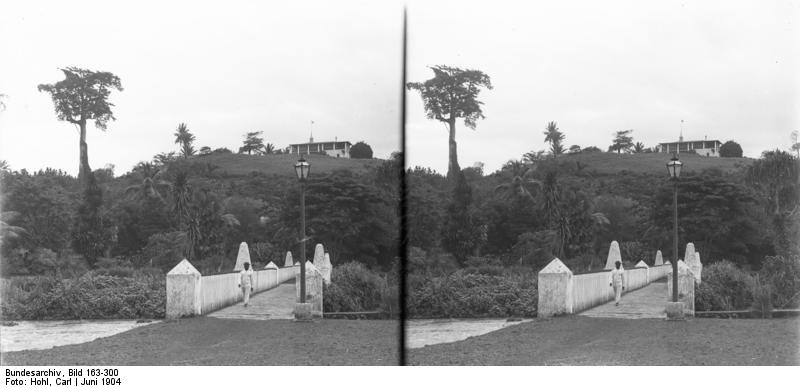
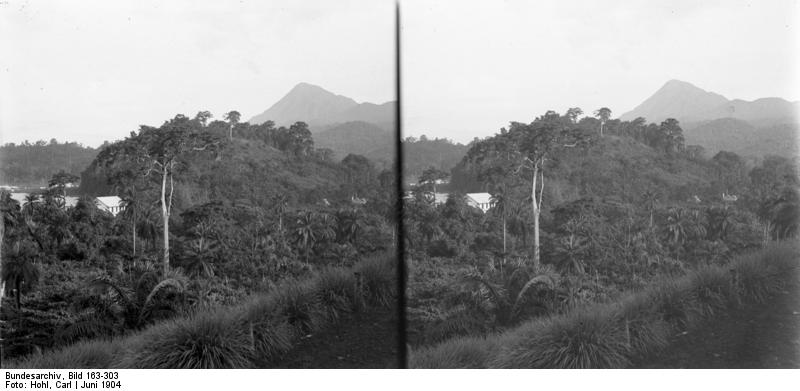
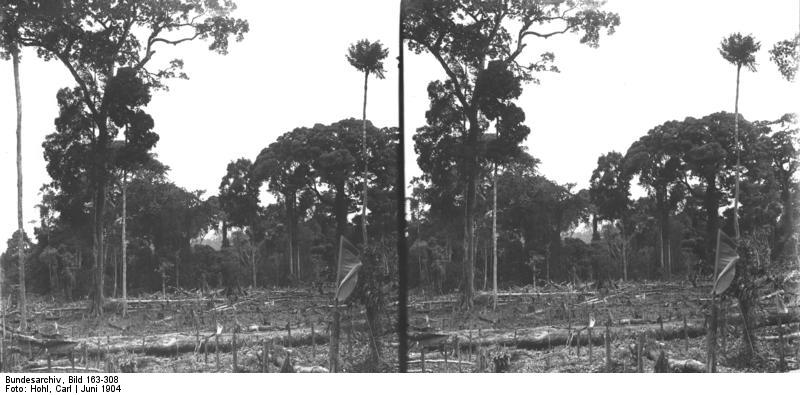

## Personnalités liées au Jardin botanique
Les directeurs successifs du Jardin botanique de Limbé sont :
- de 1892 à 1902 : Paul Rudolph Preuss,
- de 1906 à 1907 : August Weberbauer,
- de 1927 à 1932 : Thomas Douglas Maitland,

Hubert Winkler y a travaillé en 1904-1905, et Carl Ludwig Ledermann en 1908.

## Collections
Le jardin compte environ 1 500 taxons (1 000 herbacées et 500 plantes ligneuses). On y trouve des plantes rares ou menacées : 150 endémiques, 100 originaires du sud-ouest, dont Calamus, Prunus africana, Gnetum. Certaines plantes font l'objet d'une attention particulière, notamment les palmiers d'Afrique, les endémiques du mont Cameroun, les Musa. D'autres sont cultivées à des fins de conservation : Irvingia gabonensis, Garcinia kola, Afrostyrax kamerunensis, Cola spp., Prunus africana, Gnetum, Pterocarpus soyauxii, Diospyros, Rauvolfia vomitoria, Nauclea diderrichii, Terminalia spp., Enantia chlorantha, Eremomastax speciosa, Bryophyllum spp. et Physostigma venenosum. 
Le jardin botanique abrite aussi un herbier qui compté environ 21 000 spécimens en 2001 et plus récemment, 30 000 ,. Son sigle dans l'Index Herbariorum est SCA.

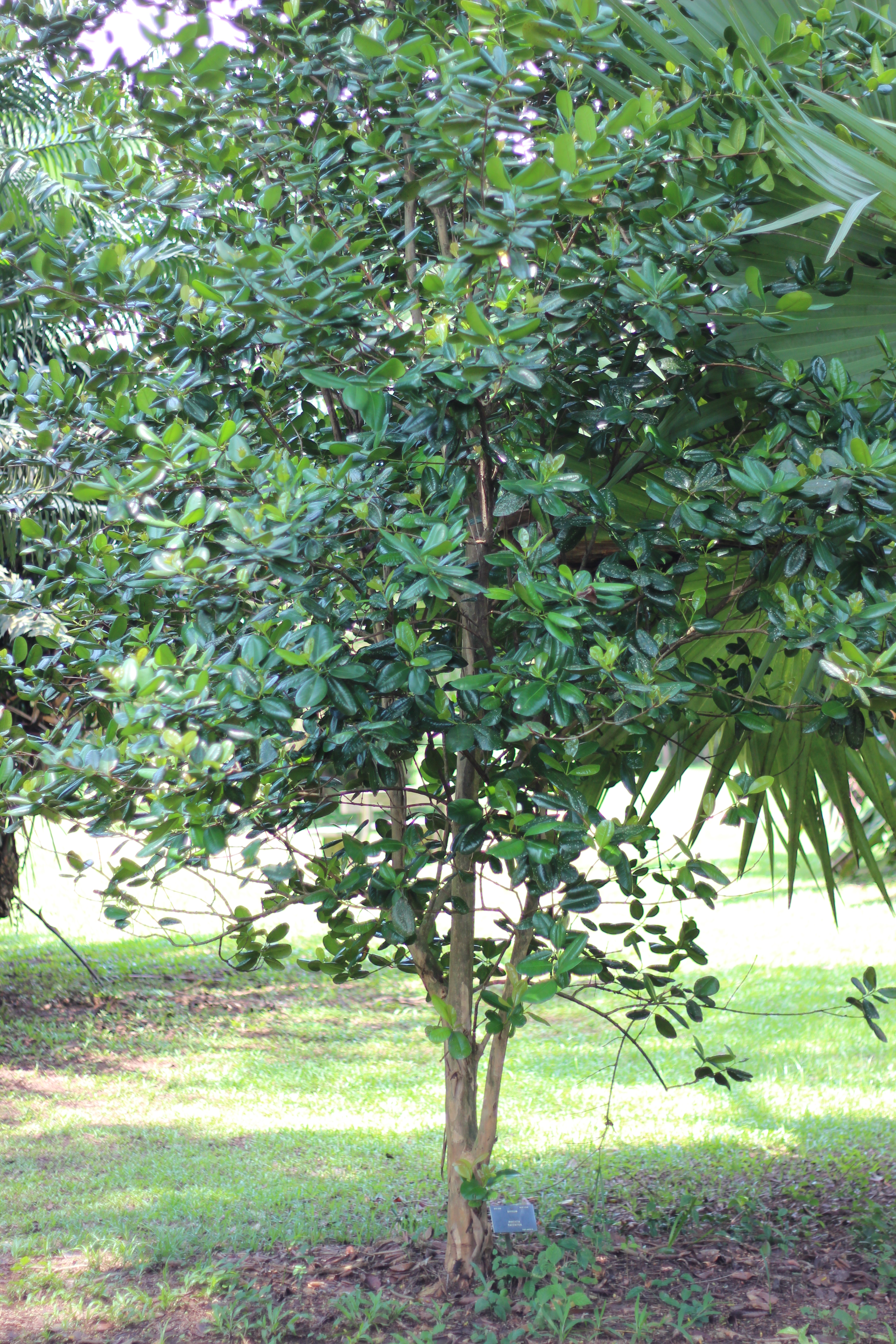
Pimenta racemosa
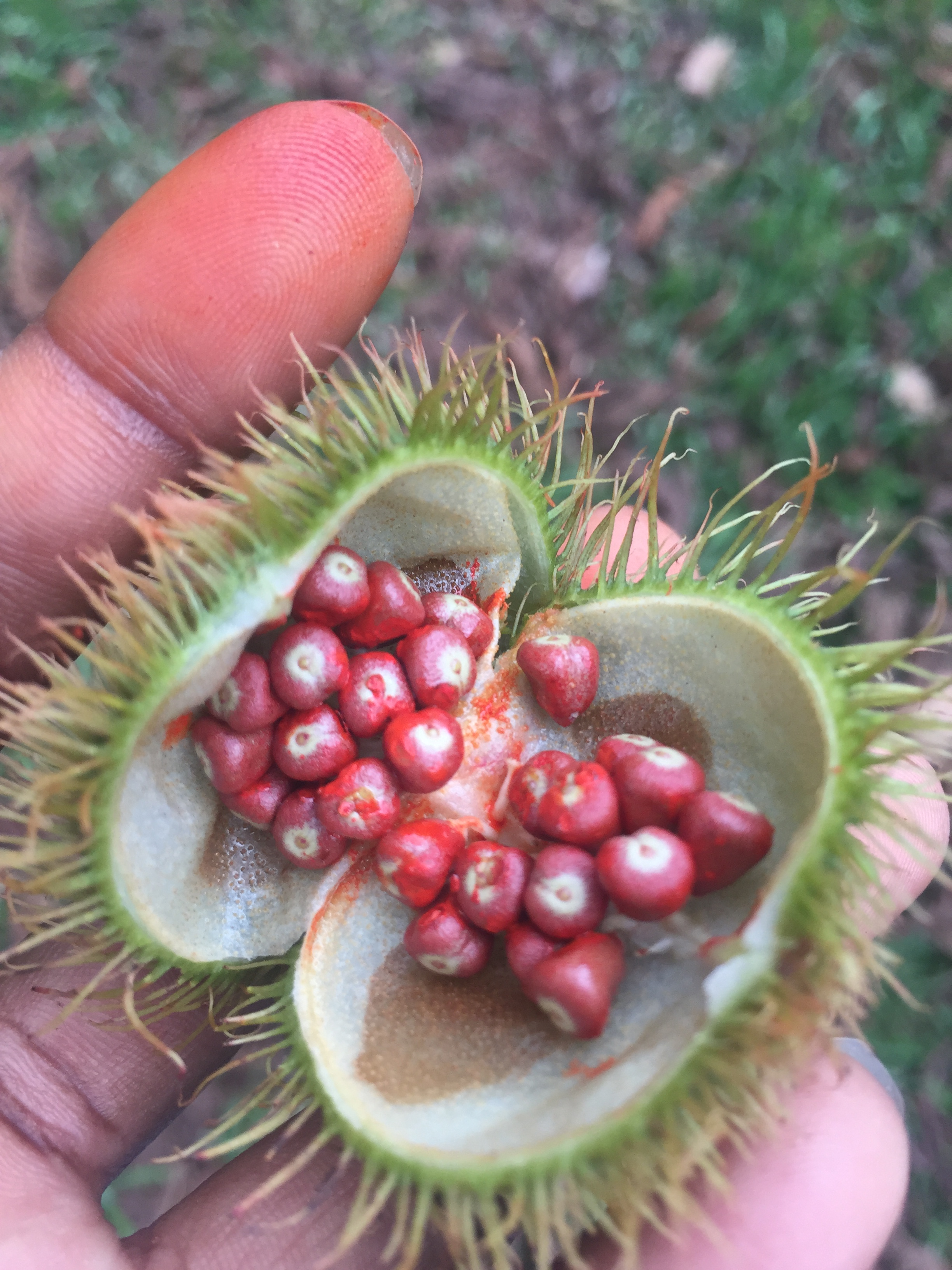
Bixa orellana
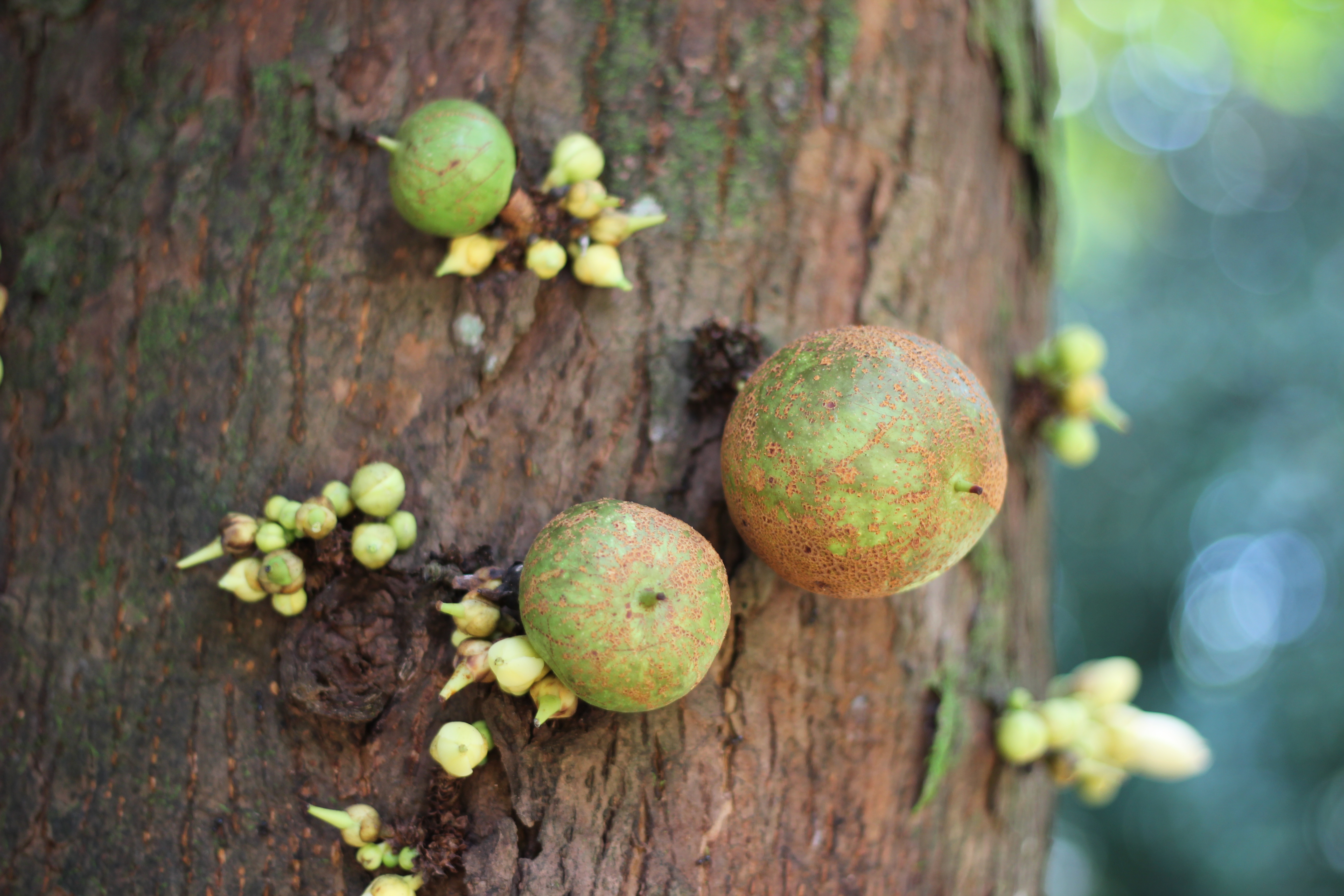
Omphalocarpum procerum
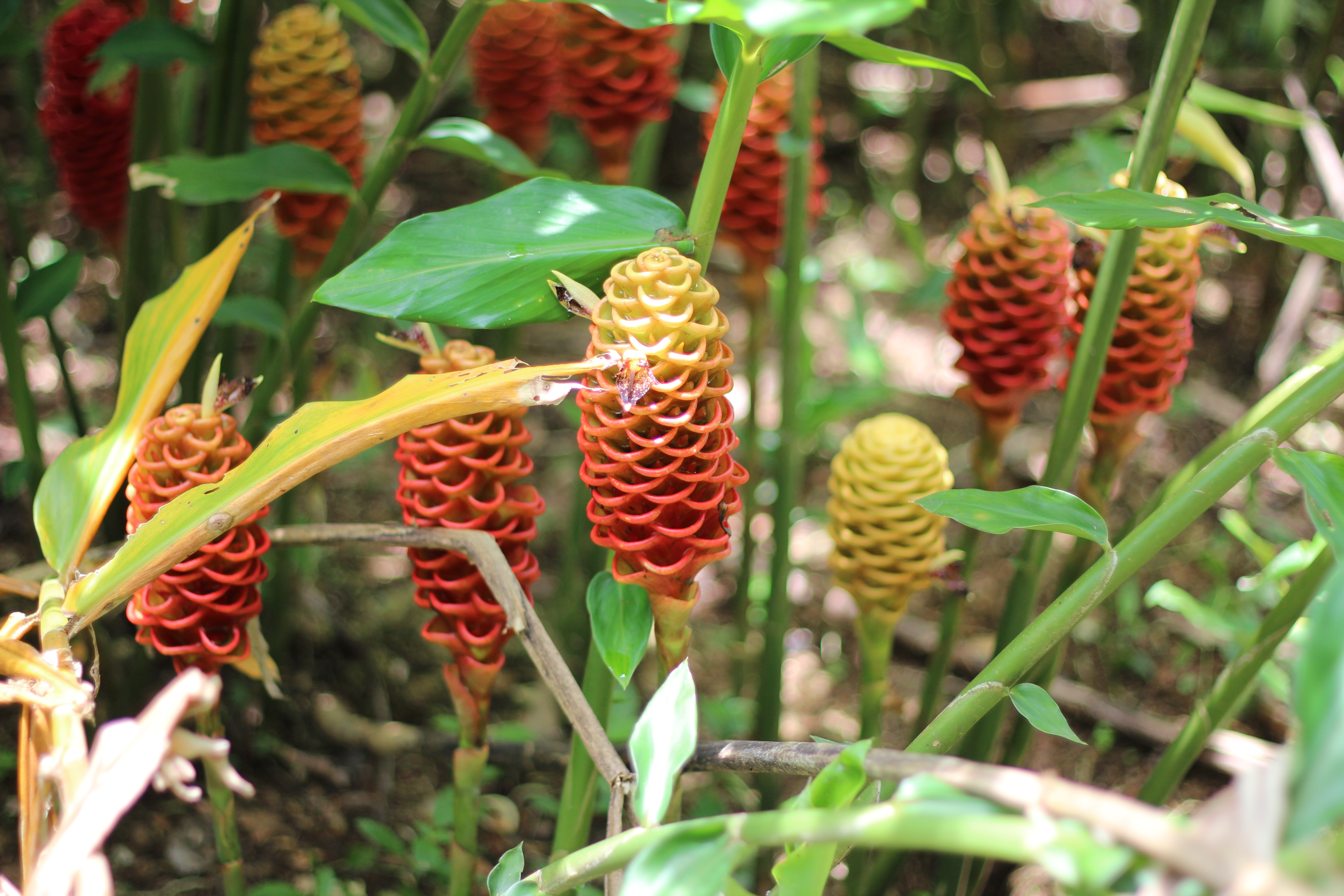
Tapeinochilos ananassae

D'autres variétés rencontrées
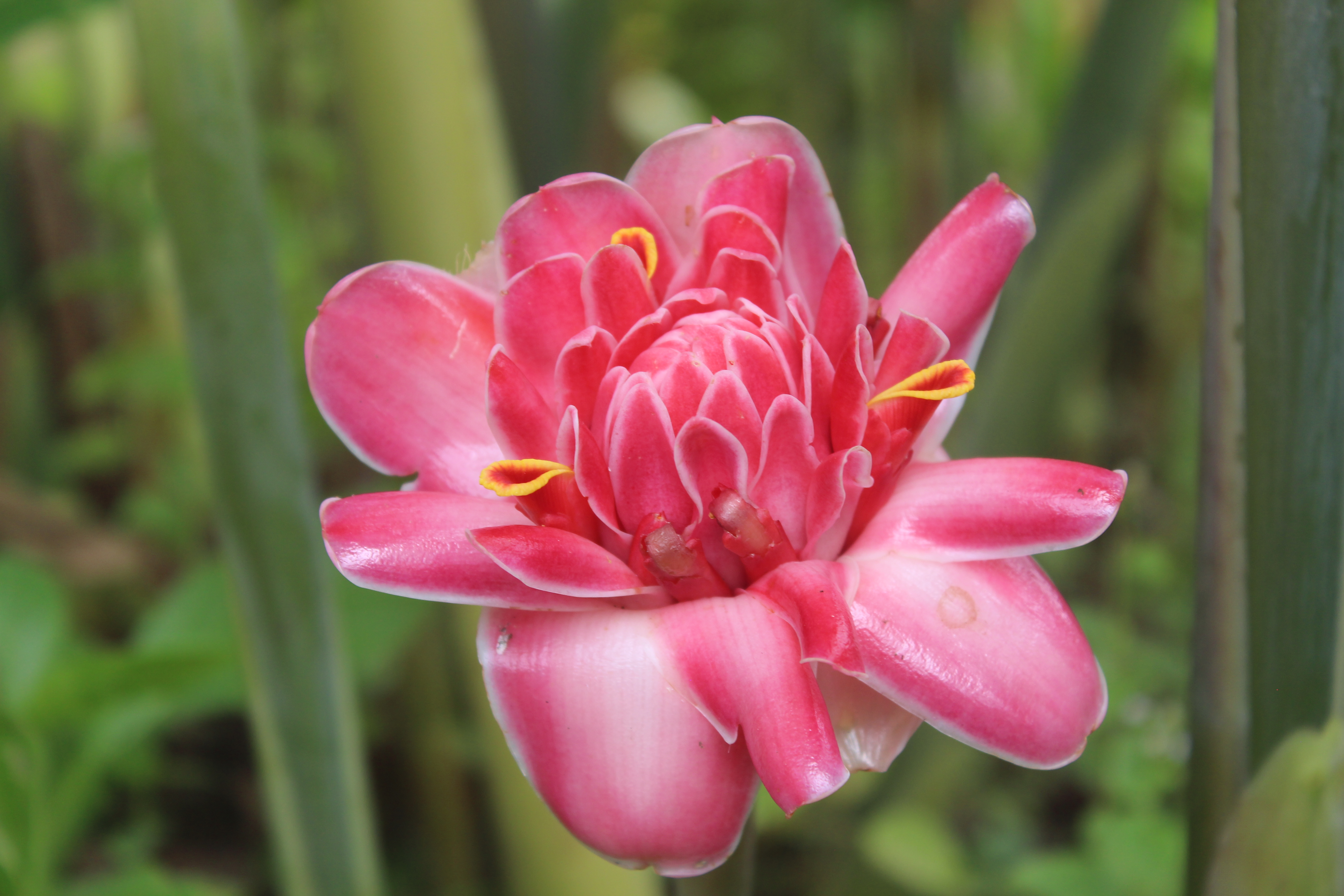
Etlingera elatior
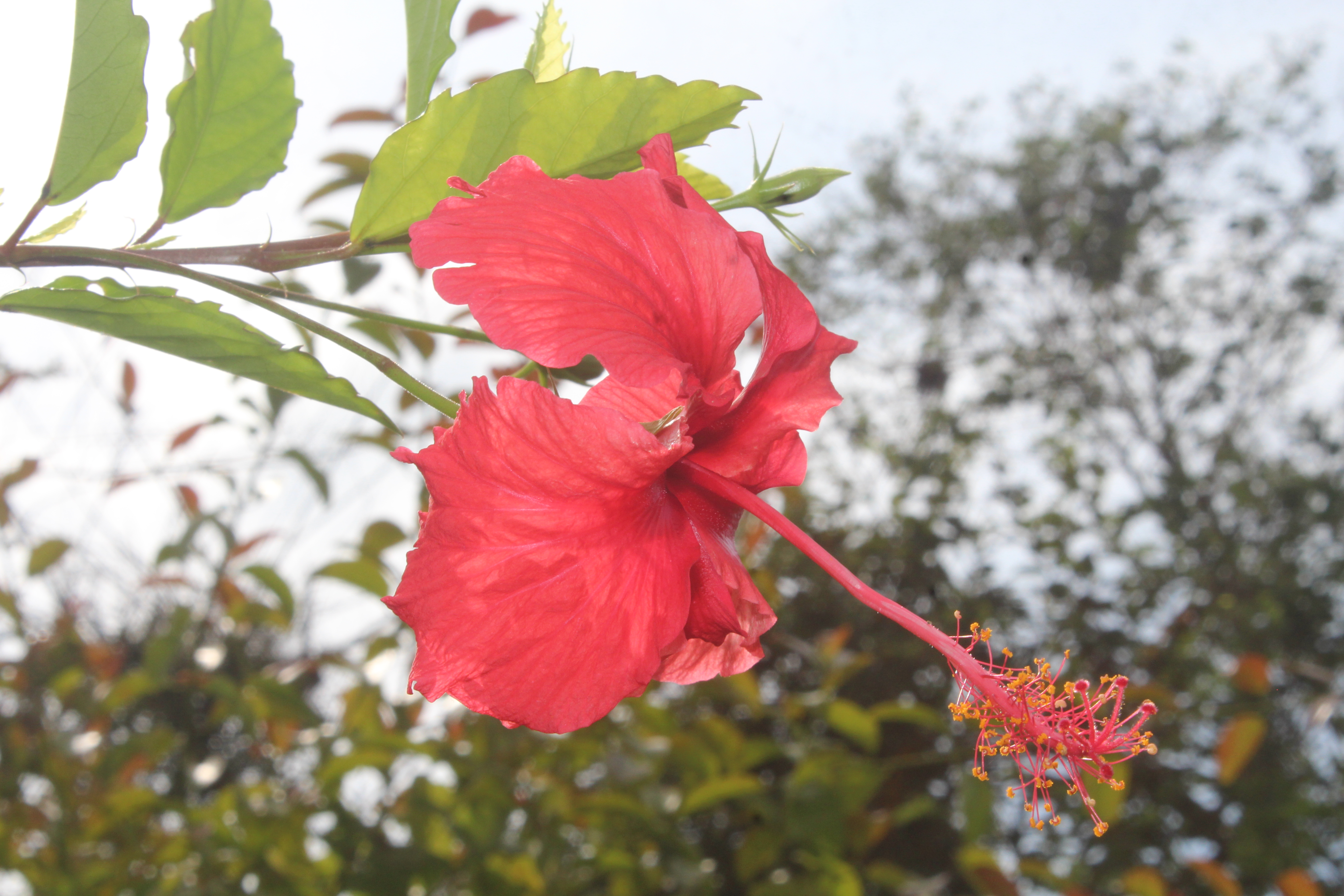
Hibiscus rosa-sinensis
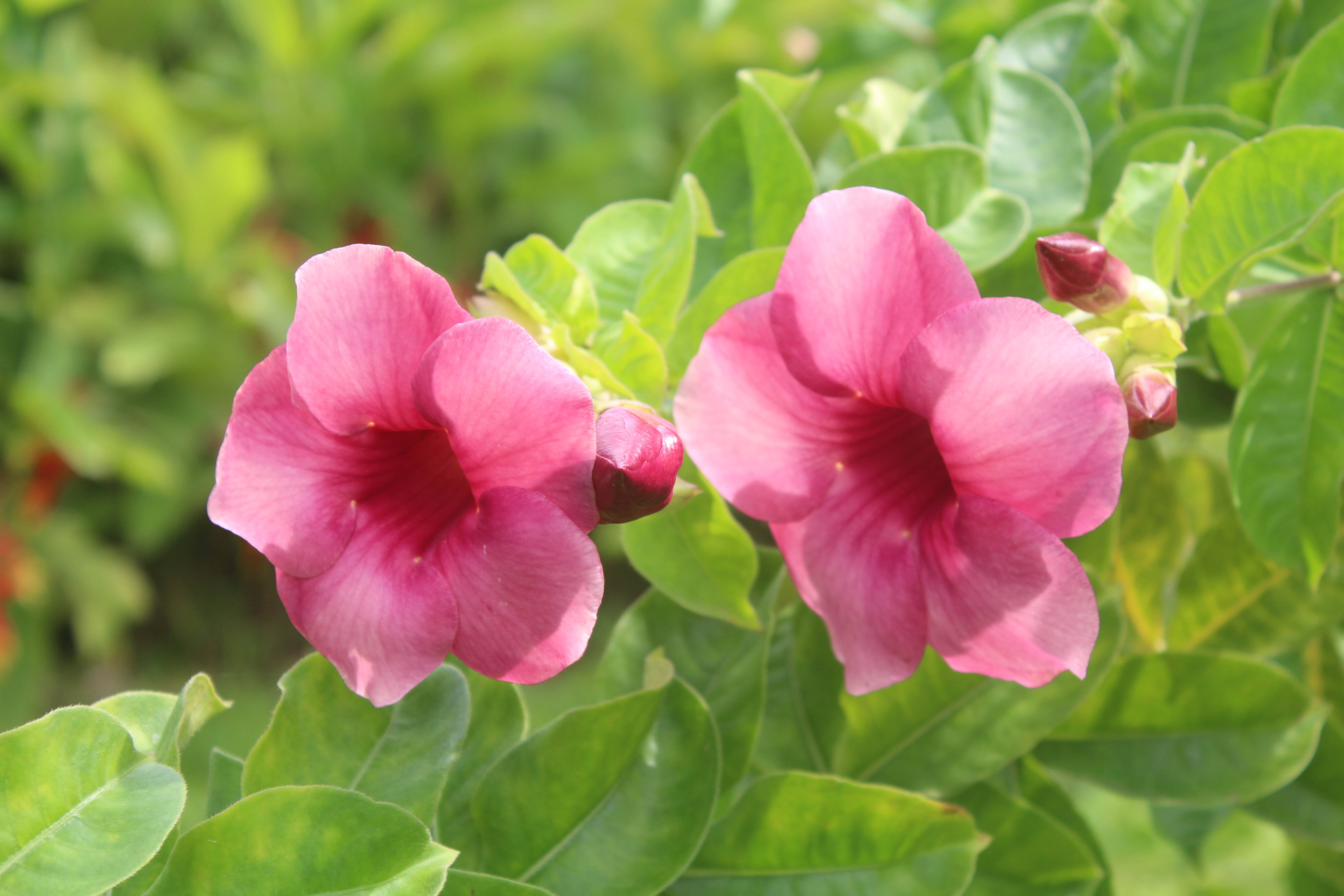
Mandevilla sanderi
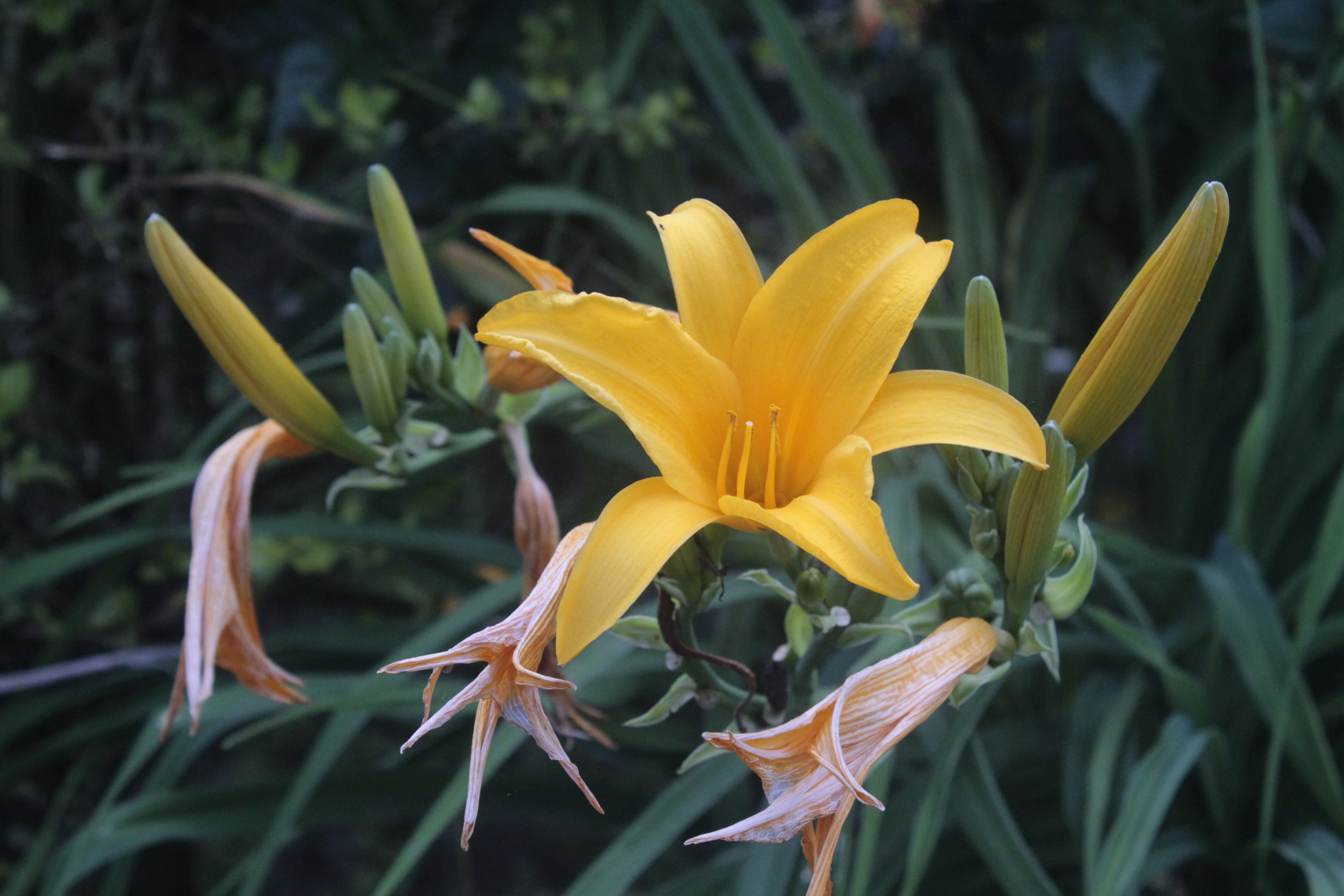
Lily Lilium

## Cimetière militaire
Le jardin botanique abrite les tombes de plusieurs soldats des États du Commonwealth, quatre de la Première Guerre mondiale et seize de la Seconde,.

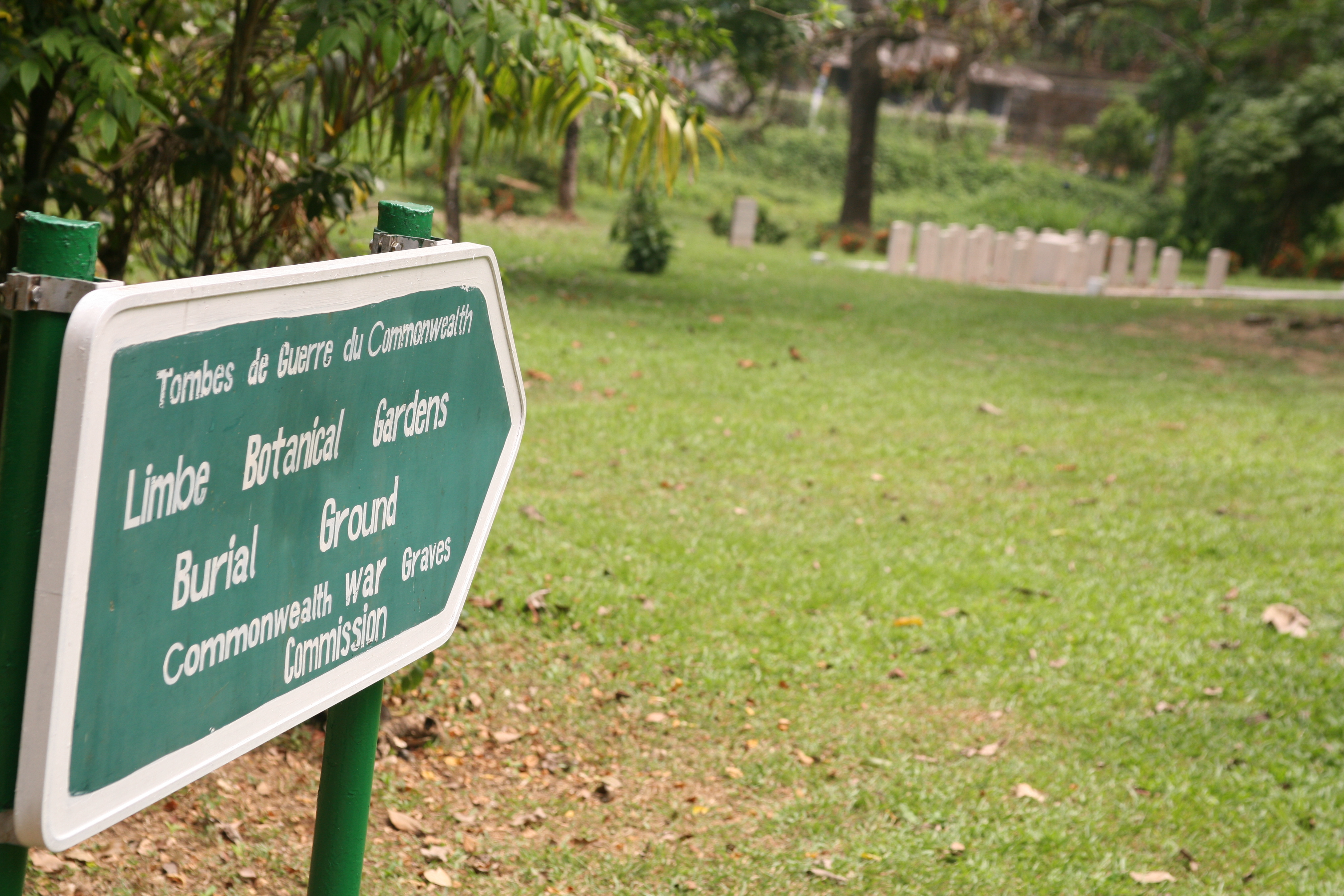
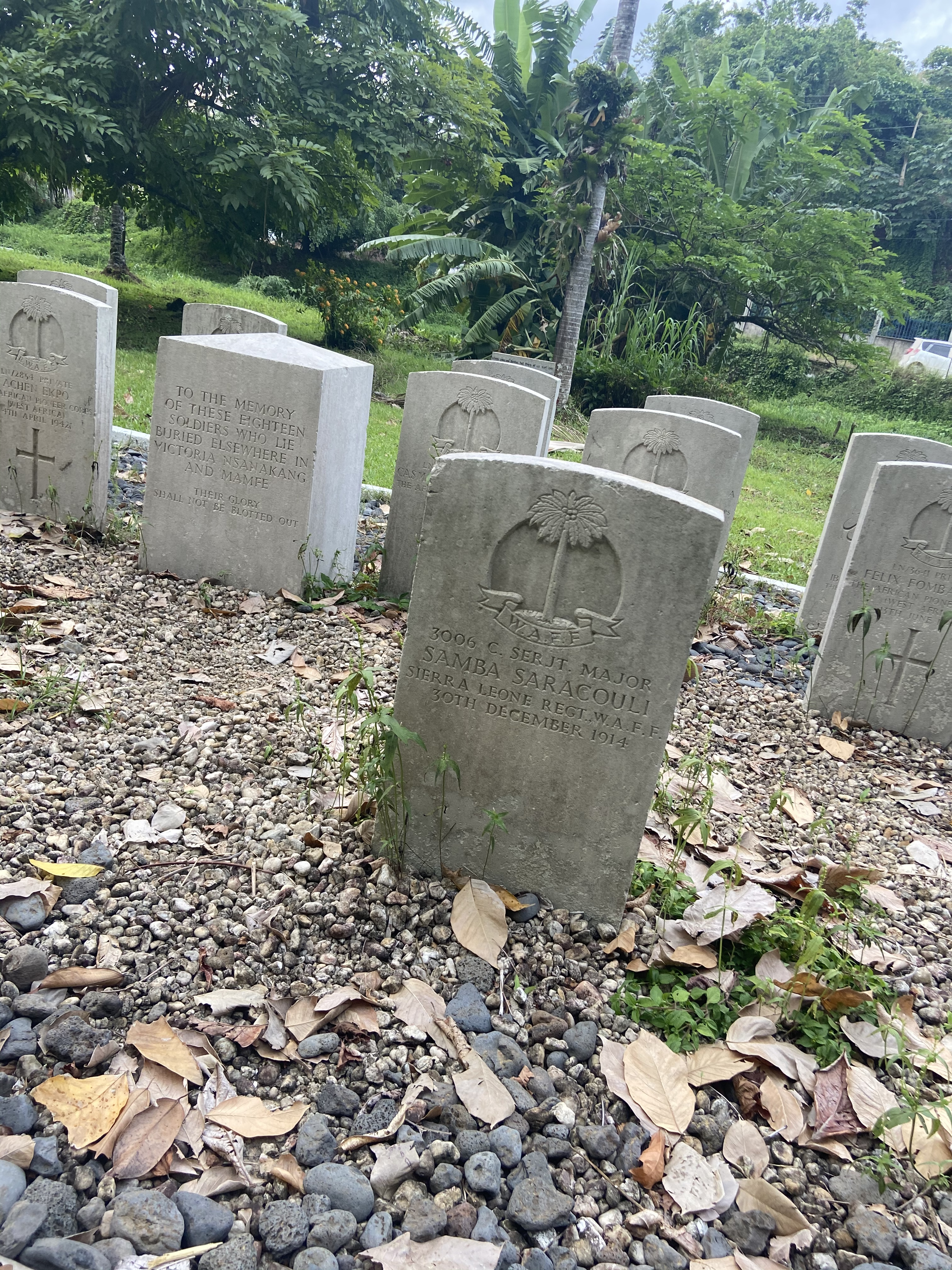
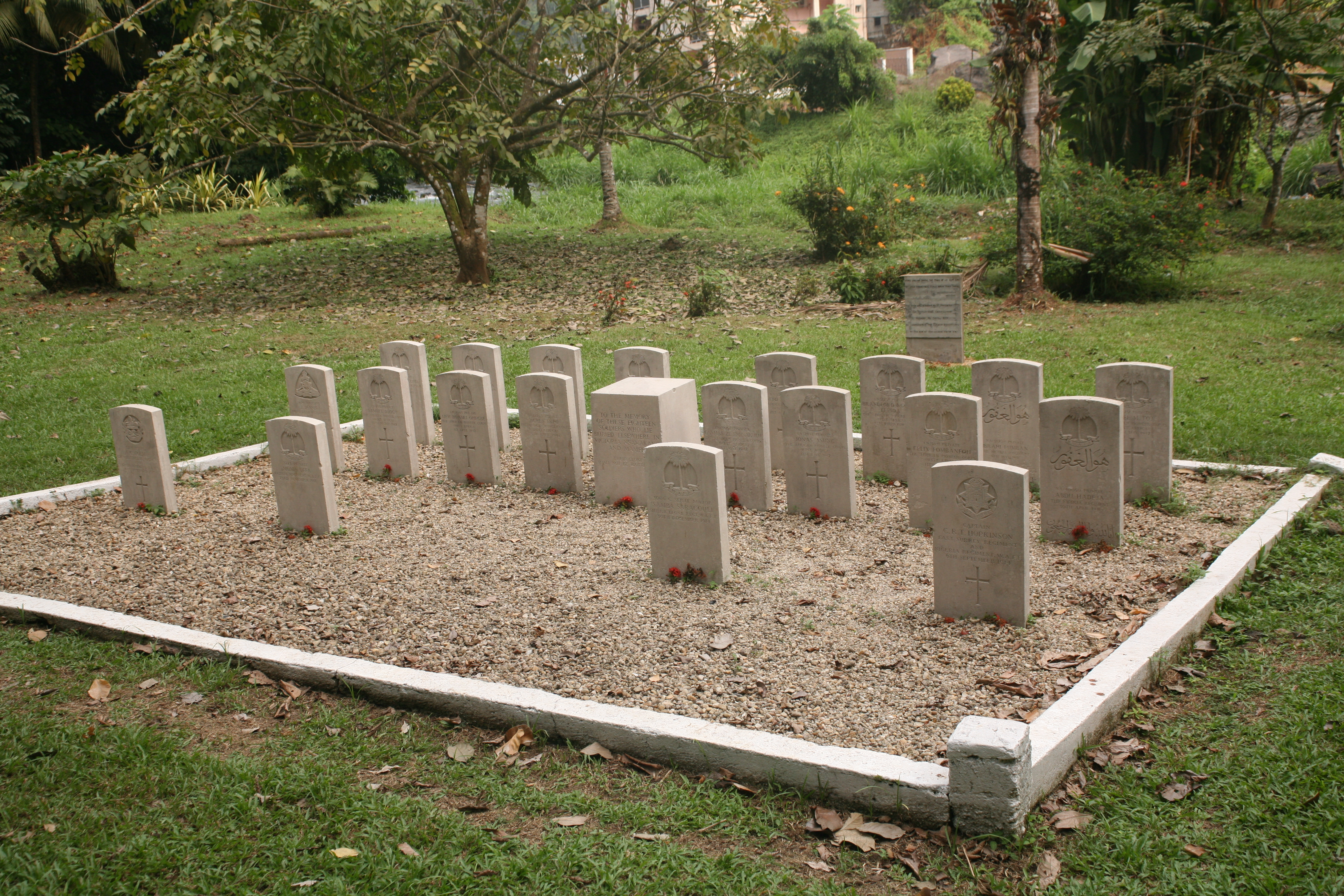
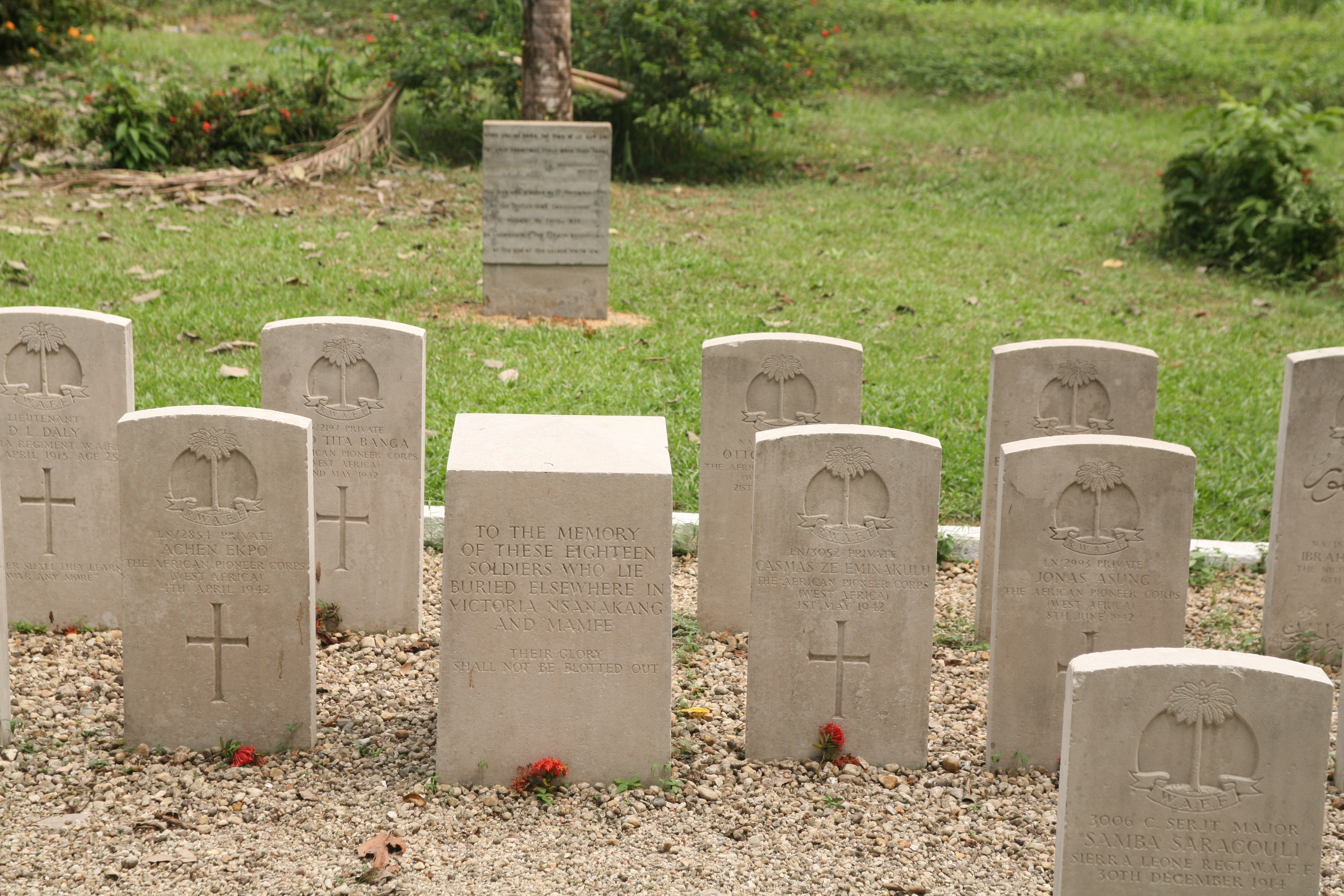

## Tourisme

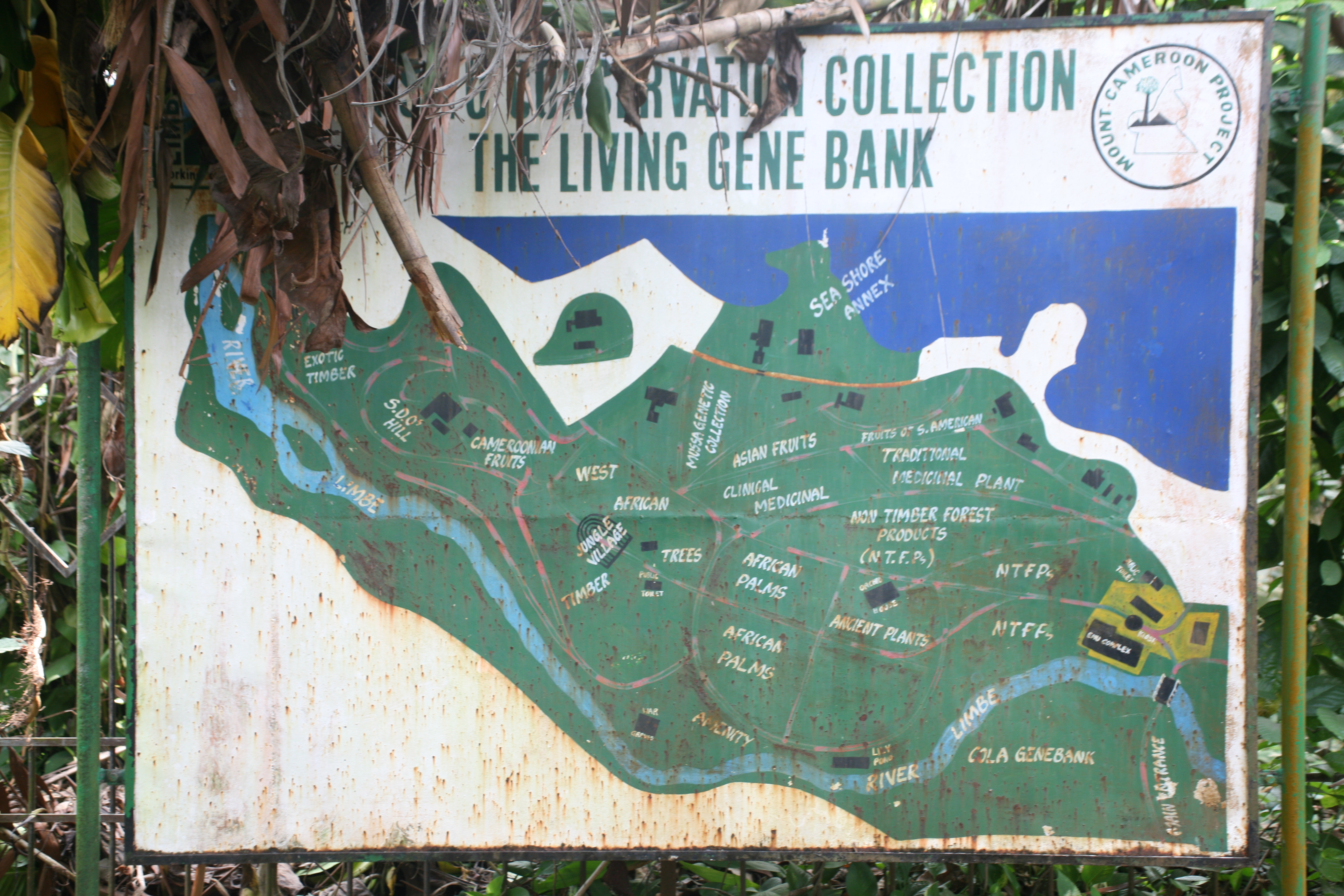
Plan du jardin

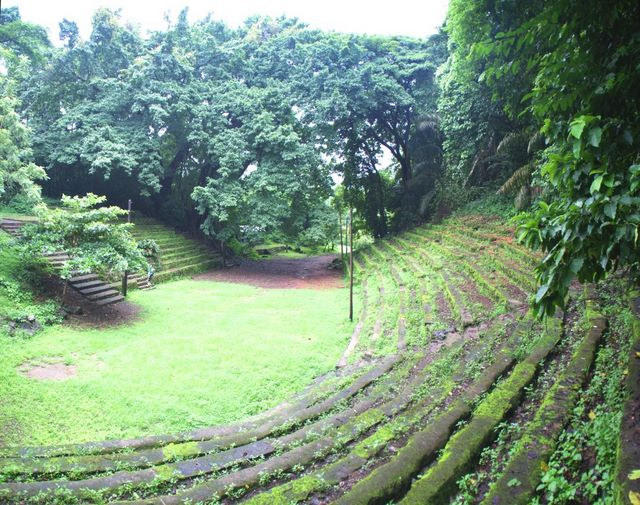
Amphithéâtre de la Jungle.

Un centre d'attraction appelé « Jungle Village » a été aménagé et sert de cadre à l'organisation de manifestations culturelles pour le plaisir des touristes.
Plusieurs pistes aménagées permettent de visiter le jardin. Ce sont :
- la piste côtière, qui permet aux touristes d'avoir une belle vue de la partie occidentale du jardin ;
- la piste de la biodiversité qui, comme son nom l'indique, permet aux visiteurs d'avoir une vue sur toute la biodiversité du jardin ;
- la piste de Bota pour découvrir de grands arbres et les animaux sauvages ;
- la piste qui longe la rivière, où on trouve des arbres et des plantes de plus de cent ans.